# Paul Fitzpatrick Russell
Paul Fitzpatrick Russell (Greenfield, Massachusetts, 9 de mayo de 1959) es un diplomático, arzobispo católico, profesor y canonista estadounidense. Ordenado sacerdote en 1987. Después de unos años de estudios universitarios, en 1997 ingresó como miembro del Servicio Diplomático de la Santa Sede, llegando a ser enviado a las representaciones diplomáticas de varios países.
El día 19 de marzo de 2016, el Papa Francisco le nombró Nuncio Apostólico en Turquía y Turkmenistán, así como Arzobispo Titular de la antigua Arquidiócesis de Novi. 
También el día 7 de abril de 2018, se le fue asignado el cargo de Nuncio Apostólico en Azerbaiyán.

## Inicios, formación y sacerdocio
Nacido el 9 de mayo de 1959 en la localidad estadounidense de Greenfield, situada en el Estado de Massachusetts.
De muy pequeñito, junto a su madre y sus hermanos se mudó a Alpena (Míchigan), lugar en el que creció.
Se graduó en secundaria en 1977 por el instituto "Alpena High School" y después pasó un año estudiando en Francia.
A su regreso descubrió su vocación religiosa y eso le llevó a ingresar en el Seminario de San Juan, situado en el barrio Brighton de Boston.
Durante esa época se volvió a marchar a estudiar durante un año fuera, pero esta vez a Bolivia para aprender a hablar el idioma español con fluidez.
Ya el día 20 de junio de 1987 fue ordenado como sacerdote de la arquidiócesis de Boston, por el entonces cardenal-arzobispo metropolitano "monseñor" Bernard Francis Law, del cual fue su secretario personal durante un tiempo.
Desde su ordenación sacerdotal estuvo trabajando durante cinco años como párroco, hasta que en 1993 marchó a Roma, para estudiar en la Academia Pontificia Eclesiástica en la cual obtuvo una licenciatura en Derecho Canónico y luego hizo el doctorado por la Pontificia Universidad Gregoriana.

## Carrera episcopal y diplomática
Tras finalizar su formación universitaria, el 1 de julio de 1997 ingresó en el Servicio Diplomático de la Santa Sede. 
Inició su carrera diplomática trabajando durante un corto periodo de tiempo en Roma, hasta que fue destinado durante tres años a la Nunciatura Apostólica en Etiopía, donde aparte de su labor diplomática, también estuvo ejerciendo de profesor en el Seminario Nacional de dicho país.
Luego de manera sucesoria, fue destinado a Turquía, Suiza y Nigeria.
Posteriormente, el 2 de mayo de 2008, el papa Benedicto XVI le nombró encargado de negocios de la Nunciatura Apostólica en China (Taiwán). Allí, el Gobierno del país lo convirtió en el jefe de la misión diplomática.

### Nuncio Apostólico

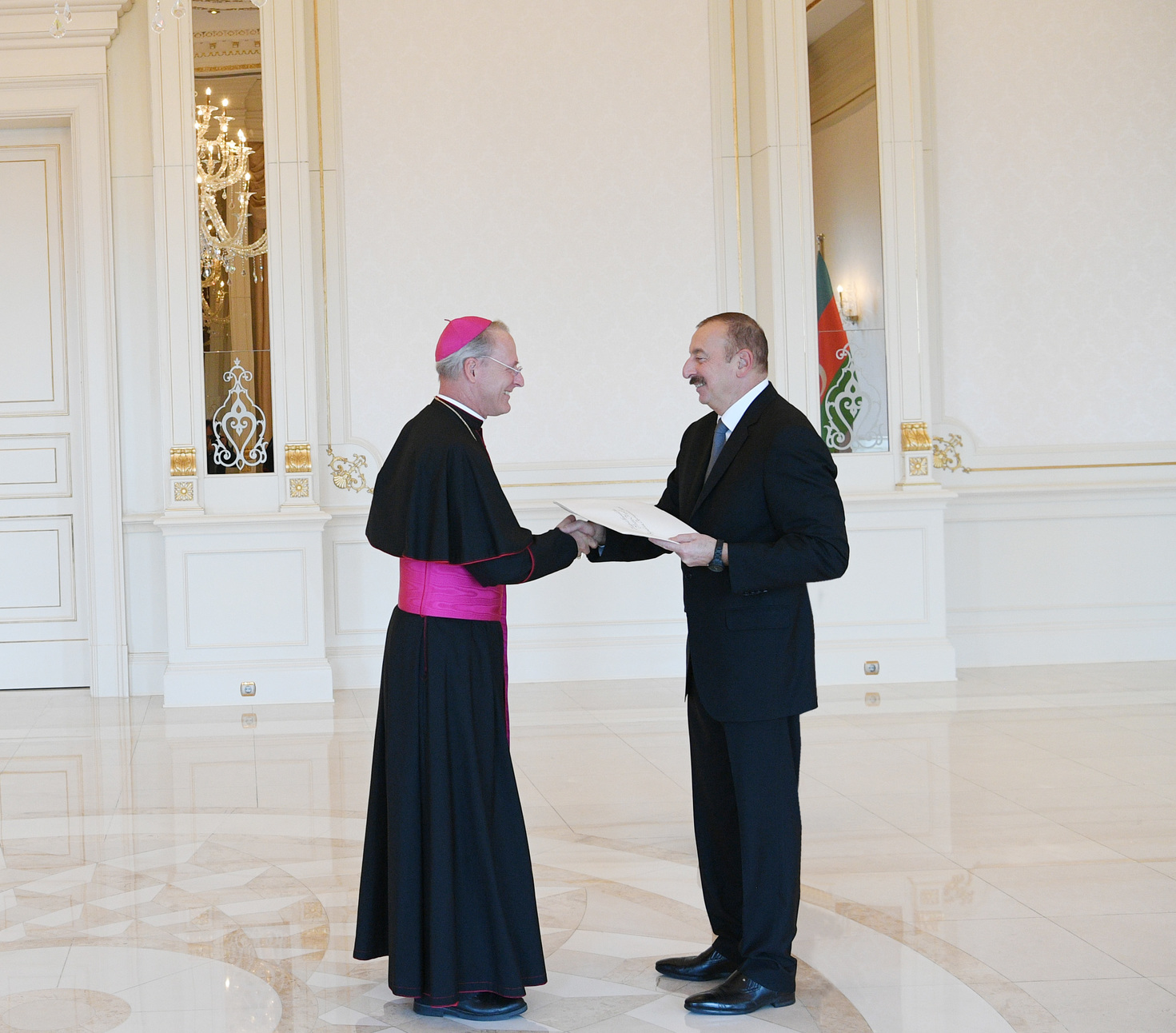
Paul junto al presidente azerí İlham Əliyev, durante el acto de entrega de las cartas credenciales.

El 19 de marzo de 2016, fue nombrado por el papa Francisco, como nuevo Nuncio Apostólico en Turquía y Turkmenistán, en sucesión de monseñor Antonio Lucibello. Asimismo ese mismo día, también se le asignó el título de arzobispo titular de la antigua Sede Católica de Novi, situada en Montenegro, sucediendo al arzobispo Carmelo Cuttitta.
Fue consagrado arzobispo titular de Herceg Novi el 3 de junio de 2016, por el cardenal Seán Patrick O'Malley en calidad de consagrante principal y como coconsagrantes el arzobispo metropolitano de Detroit y superior eclesiástico en las Islas Caimán Allen Henry Vigneron y el arzobispo de San Andrés y Edimburgo Leo Cushley.
Al mismo tiempo, el papa Francisco le asignó el 7 de abril de 2018 el cargo de nuevo nuncio apostólico en Azerbaiyán.

## Datos personales
- Particularmente, tiene una especial devoción por el beato polaco Michał Piaszczyński, que es primo de su madre.[10]
- Cabe destacar que es políglota, ya que además de su natal inglés, sabe hablar con fluidez los idiomas español, francés, italiano, latín y alemán.